# Pereskia aculeata
Pereskia aculeata Mill. è una pianta succulenta della famiglia delle Cactacee nativa dell'America tropicale.

## Descrizione
È una pianta rampicante con fusto legnoso di spessore di 2–3 cm dotato di robuste spine. Le foglie sono lunghe 4–11 cm, larghe 1,5-4, decidue nella stagione secca. I fiori sono bianchi, 2,5–5 cm di diametro, numerosi, a pannocchia. Il frutto è una bacca giallo-arancione di 2 cm di diametro, commestibile, contenente numerosi piccoli semi.

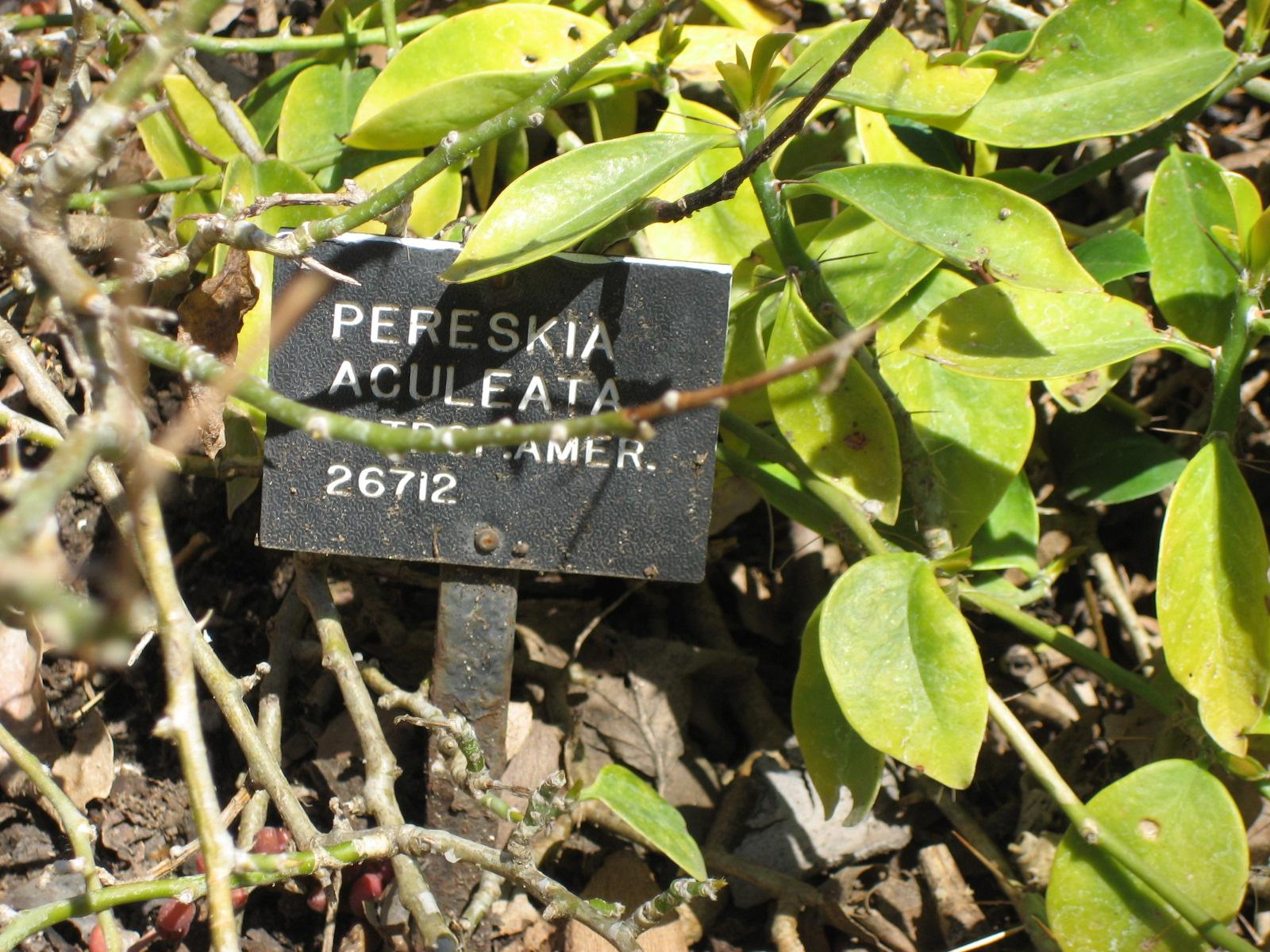
Foglie
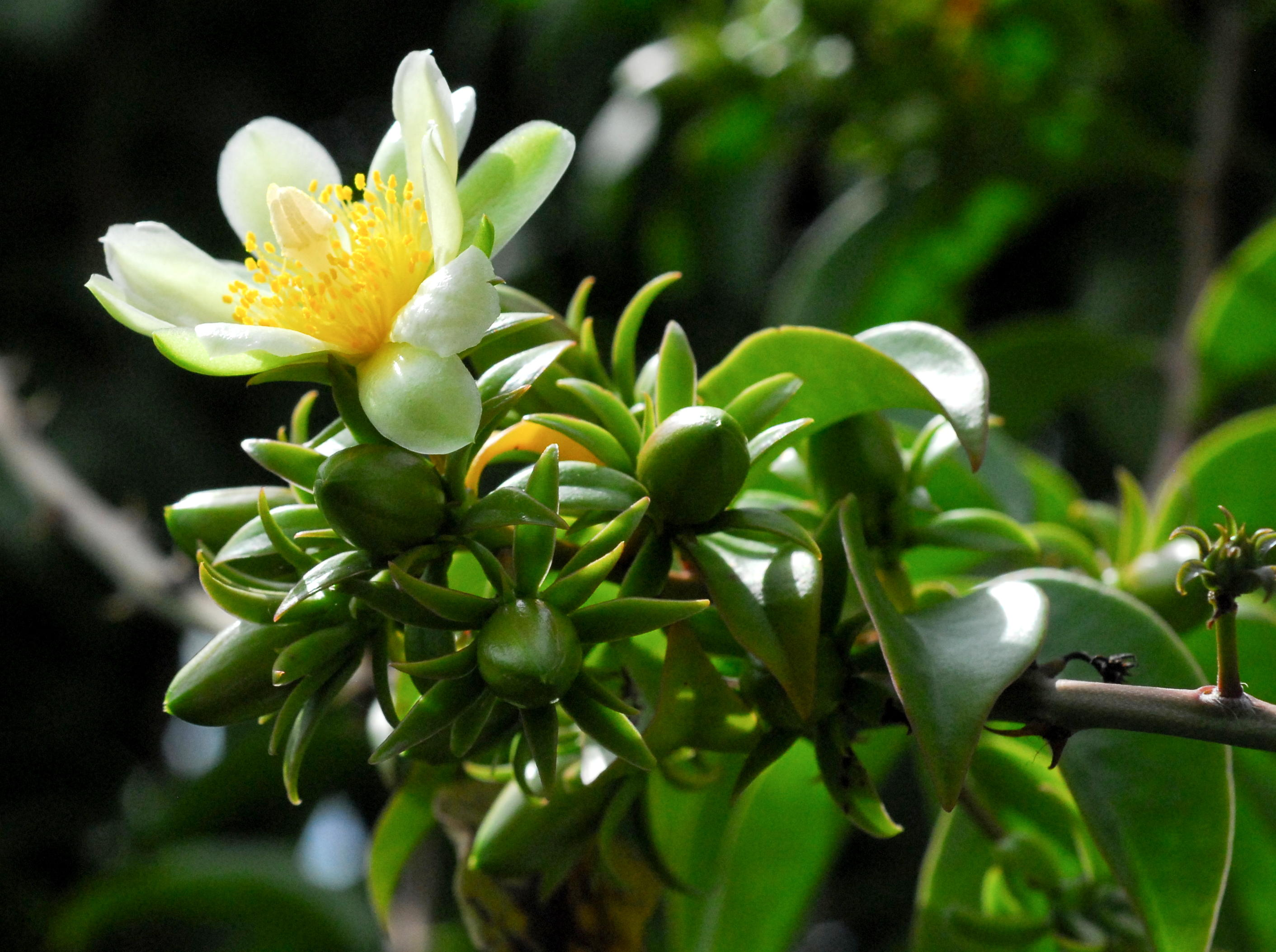
Fiori
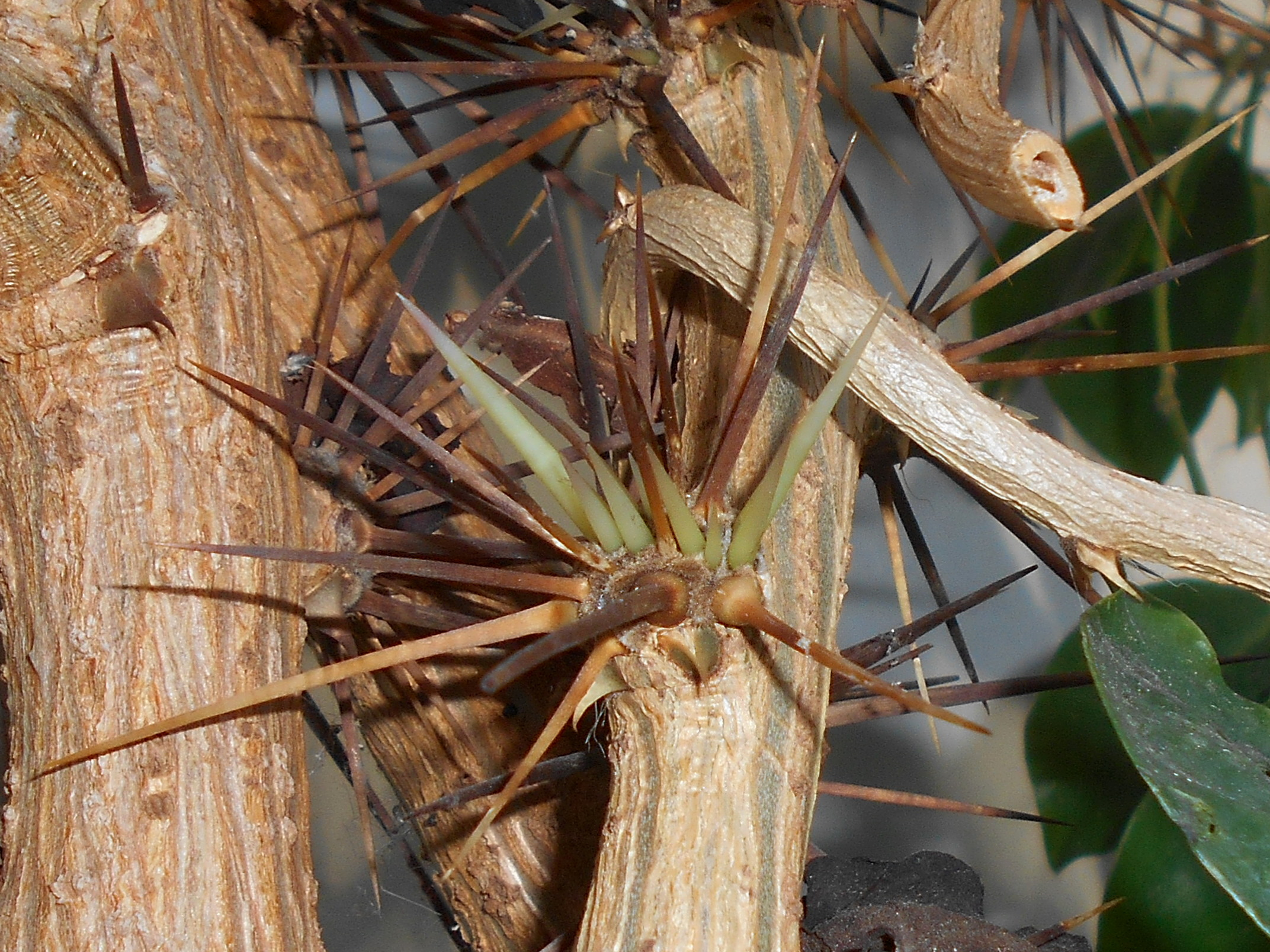
Spine
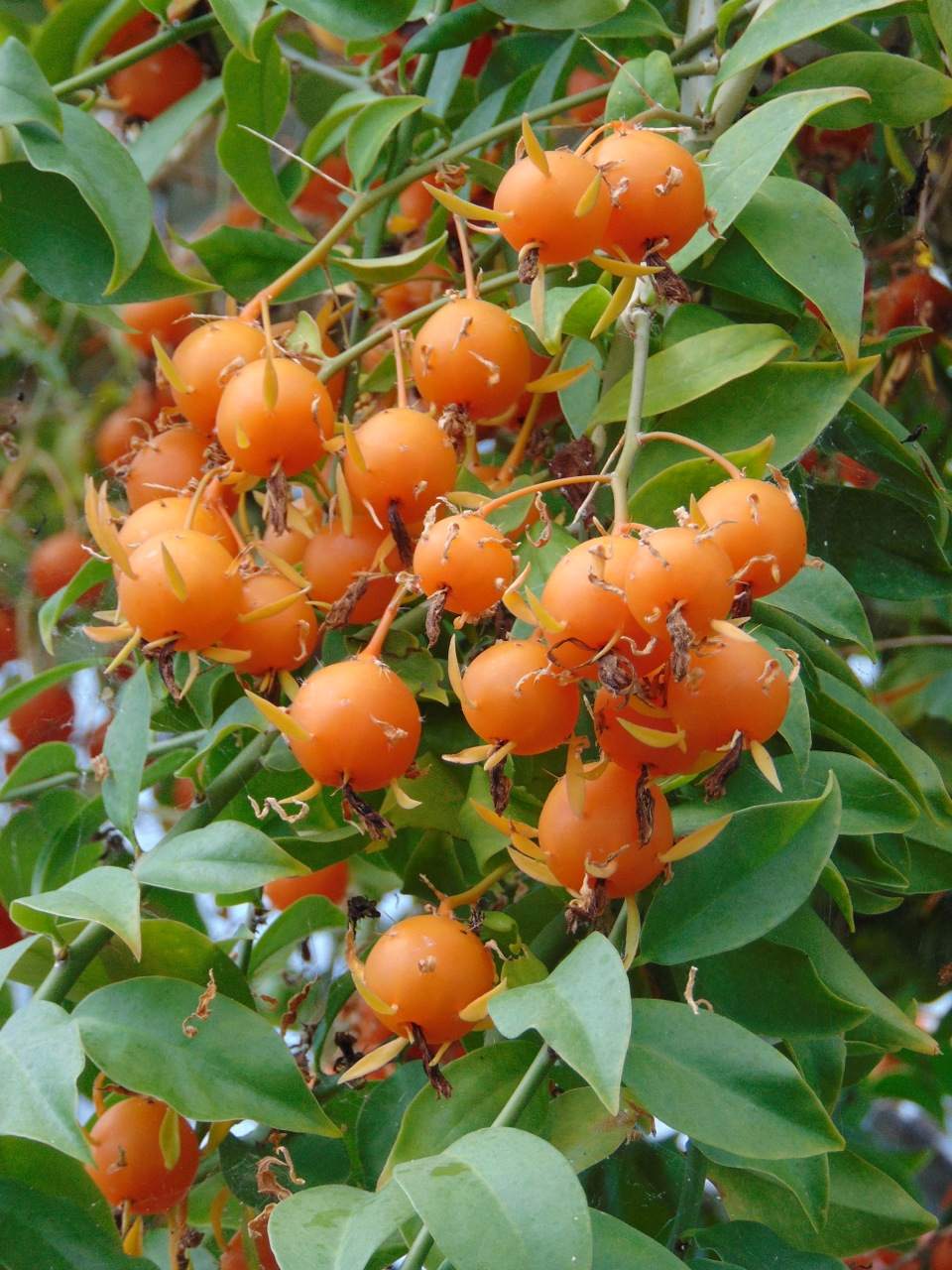
Frutti